# Ștefan Nădășan
Ștefan Nădășan (Temesvár, 1901. augusztus 19. – Temesvár, 1967. szeptember 23.) román gépészmérnök. Fő szakterülete a fémek kifáradásának vizsgálata volt.

## Élete
1920-tól a Temesvári Műegyetemen (Politehnica din Timișoara) tanult. 1924-ben itt szerezte mérnöki oklevelét, és itt kezdte meg pályafutását is. 1925-től a Szilárdságtani Tanszéken oktatott mint tanársegéd, 1939-től vezetőtanári, 1942-től véglegesített professzori címmel. Nagydoktori védésére 1939-ben került sor munkaadó intézményében, a Temesvári Műegyetemen. 1949-től az Elektrotechnikai Kar dékánja, 1953-tól a Szilárdságtani Tanszék vezetője lett.
Mindeközben, 1924 és 1948 között a temesvári vasúti javítóműhelyben mozdonyok és vasúti kocsik öntött alkatrészeinek gyártási technológiájával foglalkozott.
1949-ben kezdeményezésére állították fel a Gépgyártási Tervezőintézetet (Institut de Proiectare in Construcția de Mașini), amelyet 1954-ig igazgatott. 1951-ben a temesvári Műszaki Kutatóközponton (Centrul de Cercetari Tehnice) belül megszervezte a fémek kifáradását és szakítószilárdságát vizsgáló bizottságot, amelynek vezetője is lett. 1961–1962 között a Tudományos Kutatási Alap, 1963–1966 között a Műszaki Kutatóközpont igazgatójaként tevékenykedett.
A Román Akadémia tagja volt (levelező, 1955; rendes, 1963), 1963. március 21. és 1966. április 8. között a testület alelnöki tisztét is betöltötte. A Román Akadémián belül javaslatára állították fel a Hegesztési Albizottságot, amelynek 1964-től 1967-ig első elnöke is lett. 1965-ben a Magyar Tudományos Akadémia is tiszteleti tagjává választotta Nădășant.